# Primož Gliha
Primož Gliha (sinh ngày 8 tháng 10 năm 1967) là một cầu thủ bóng đá người Slovenia.

## Đội tuyển bóng đá quốc gia Slovenia
Primož Gliha thi đấu cho đội tuyển bóng đá quốc gia Slovenia từ năm 1992-1998.

## Thống kê sự nghiệp
| Đội tuyển bóng đá Slovenia | Đội tuyển bóng đá Slovenia | Đội tuyển bóng đá Slovenia |
| Năm                        | Trận                       | Bàn                        |
| -------------------------- | -------------------------- | -------------------------- |
| 1992                       | 1                          | 0                          |
| 1993                       | 1                          | 0                          |
| 1994                       | 8                          | 2                          |
| 1995                       | 7                          | 3                          |
| 1996                       | 4                          | 1                          |
| 1997                       | 6                          | 4                          |
| 1998                       | 1                          | 0                          |
| Tổng cộng                  | 28                         | 10                         |